# Miss Piggy
Piggy la cochonne (miss Piggy dans la version originale) est une des principales marionnettes de la série télévisée Muppets. Épouse de Kermit la grenouille (« Kermitou d'amour »), c'est une caricature de diva au caractère exubérant, narcissique et aux crises de colère légendaires.
Sa voix française est assurée par Micheline Dax, Michel Elias, Perrette Pradier, Claire Nadeau, Sophie Forte puis Éric Metayer.
Fin 2011, son image est utilisée par la marque de cosmétique M·A·C pour la diffusion d'une petite collection temporaire.